# Mackenzie Esporte Clube (volley-ball féminin)
Mackenzie Esporte Clube est un club brésilien de volley-ball fondé en 1943 et basé à Belo Horizonte, évolue au plus haut niveau national (Superliga feminina).

## Historique
- Mackenzie/Cia. do Terno (2007-2009)
- MacKenzie/Newton Paiva (2009-2010)
- BMG/MacKenzie (2010-2011)
- Mackenzie/Cia. do Terno (2011-2012)

## Effectifs

### Saison 2011-2012
Entraîneur : Ricardo Furtado de Mandonça Picinin  Brésil